# Göllnitz
Göllnitz é um município da Alemanha localizado no distrito de Altenburger Land, estado da Turíngia. Pertence ao Verwaltungsgemeinschaft de Altenburger Land.

## Demografia
Evolução da população (em 31 de dezembro):
| - 1994 - 364 - 1995 - 368 - 1996 - 393 - 1997 - 394 | - 1998 - 394 - 1999 - 402 - 2000 - 410 - 2001 - 400 | - 2002 - 391 - 2003 - 391 - 2004 - 395 |

Fonte: Thüringer Landesamt für Statistik